# Mestle
Nella mitologia greca,  Mestle (o Mesthle) era il nome del figlio maggiore di Talemene (o Pilemene), re dei Meoni. Egli partecipò alla guerra di Troia, scoppiata per colpa del rapimento di Elena (moglie del re acheo Menelao), commesso da Paride, figlio del re troiano Priamo. La guerra fra i due regni viene raccontata da Omero nell'Iliade.

## Il mito
Principe dei Meoni, Mestle era fratello di Antifo, ed ambedue discendevano da stirpe divina, in quanto il loro padre Talemene era a sua volta figlio della ninfa Gigea. Il giovane partecipò alla guerra insieme ad Antifo, al fratellastro Elenore e allo zio Ifitione, fratello minore di Talemene, aiutando efficacemente i Troiani nelle battaglie. Era tra i condottieri che attorniavano Ettore quando questi pronunciò il celebre discorso con le armi di Achille indossate, una volta ucciso Patroclo.
Secondo leggende ben più tarde, fu uno dei pochi alleati dei Troiani che sopravvissero ai fatti bellici e dopo la caduta della città sarebbe giunto in Italia con i suoi guerrieri (ma non con Elenore, che seguì invece Enea, mentre Ifitione era caduto per mano di Achille) insieme ai troiani fuggiti al seguito di Antenore e ai Paflagoni (detti anche Eneti, donde poi i Veneti), che erano rimasti privi del loro comandante Pilemene: il condottiero meone fondò Mestre, gli altri invece Padova e Monselice. La tradizione nasce in età rinascimentale a opera di umanisti italiani ed è attestata per la prima volta in Lorenzo Pignoria.

### Fonti
- Omero, Iliade II 864, XVII 216

### Traduzione delle fonti
- Omero, Iliade, quinta edizione, Bergamo, BUR, 2005, ISBN 88-17-17273-1. Traduzione di Giovanni Cerri